# Reguła de Wahla
Reguła de Wahla – reguła słowotwórcza opracowana przez językoznawcę Edgara de Wahla i zastosowana w stworzonym przezeń sztucznym języku occidental. Służy ona do tworzenia pewnych form gramatycznych od innych (np. rzeczowników od czasowników).

## Reguła
Bezokoliczniki czasowników w języku occidental mają najczęściej końcówkę -ar albo -er. Rdzeń otrzymuje się w następujący sposób:
1. Jeśli po usunięciu z bezokolicznika -r albo -er rdzeń kończy się samogłoską, dodać -t lub zmienić końcowe y na t: crea/r, crea/t-, crea/t/or; atiny/er, atin/t, atin/t/ion
2. Jeśli końcowa spółgłoska rdzenia jest d lub r, zmienić ją na s: decid/er, deci/s-, deci/s/ion
3. W pozostałych przypadkach, z sześcioma wyjątkami, usunięcie końcówki daje wymagany rdzeń: duct/er, duct-, duct/ion.

Owe sześć wyjątków to:
1. ced/er, cess-
2. sed/er, sess-
3. mov/er, mot-
4. ten/er, tent-
5. vert/er, vers-
6. veni/r, vent-

oraz czasowniki utworzone z nich za pomocą przedrostków.
Jako że reguła składa się z trzech części, często określana jest jako "trzy reguły de Wahla".
Czasowniki tworzy się z rzeczowników i przymiotników, usuwając końcówki i otrzymując rdzeń. Po dodaniu -r albo -er otrzymuje się w większości przypadków bezokolicznik: decora/t/ion, decora/t-, decora/r.

## Zastosowanie
Reguła ta została zastosowana w języku occidental. Po ewentualnej modyfikacji możliwe jest zastosowanie tej reguły do tworzenia nowych form wyrazowych zwłaszcza w językach romańskich lub w tych, które zapożyczają słownictwo z języków romańskich.